# Château de Matval
Le château de Matval est un édifice des XIIIe et XVe siècles, situé à Bonneveau dans le Loir-et-Cher.
Inscrit à l'inventaire des monuments historiques, ses façades et toitures sont protégées par arrêté du 18 octobre 1971 et le château en totalité par arrêté du 8 avril 2009.

## Historique
Le site, nommé Matoval, aurait eu pour origine un castrum mérovingien détruit par les Normands au Xe siècle. Ce domaine mérovingien a été fondé au VIe siècle par le roi Childebert Ier, fils de Clovis. Le petit-fils de Charlemagne vient un temps s'y réfugier.
En 1459, le fief est donné à Jean, bâtard de Louis de Bourbon-Vendôme, et le château actuel a été construit par les puissants comtes de Bourbon Vendôme, ancêtres de la branche du roi Henri IV à qui le château appartiendra.

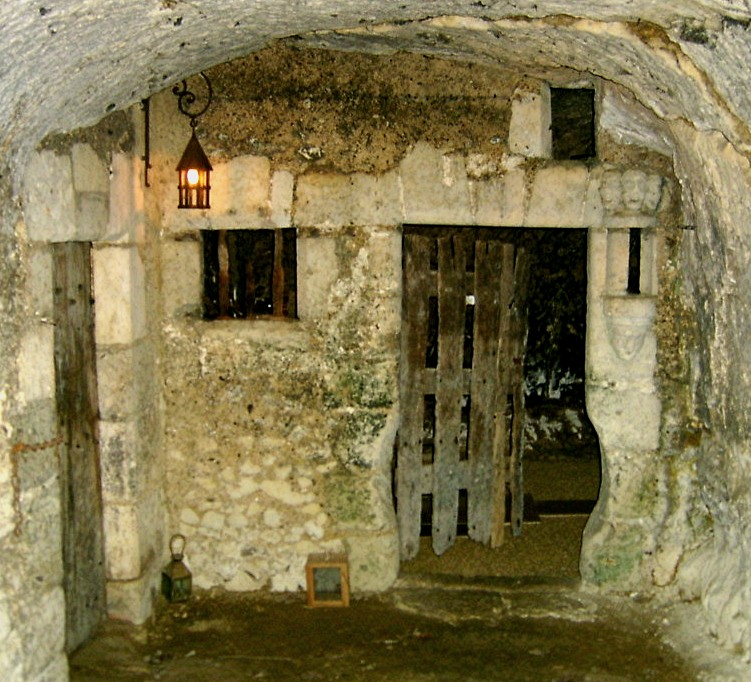
Entrée de l'atelier monétaire mérovingien. Le guichet à droite représente le roi Clovis surmonté de ses trois fils.

Sous Louis XIV, le marquis de Louvois, son célèbre ministre de la guerre, en fait sa demeure, avant qu'ensuite s'y succèdent d'importants personnages dont la gouvernante de l'Aiglon.
Le site de Matval est également reconnu comme la terre de naissance des « Reinettes du Mans ». En effet, le propriétaire des lieux, Childebert Ier, ayant rapporté d'Espagne des greffes de pommiers, les sema lui-même dans son parc, donnant vie à ce qui allait devenir la pomme la plus célèbre de France. On dit que les reinettes du Mans furent baptisées ainsi en l'honneur des deux filles du roi : les « Réginettes ».

## Description
Ses vestiges témoignent d'une architecture propre aux édifices militaires de cette époque.
Sous la motte on trouve des habitats troglodytiques. Des galeries souterraines courent sous le coteau et le château.
Le logis présente à son angle sud-est un mur percé de meurtrières, vestige d'une construction munie de meurtrières et d'une bretèche, reliant le bâtiment à une tour ronde.
L'atelier monétaire d'époque mérovingienne rappelle que le domaine était royal et qu'on y frappait monnaie. La statuette qui tient lieu de guichet est un joyau de l'époque mérovingienne et un vestige unique en Europe.
Le manoir avec sa tour ronde, la motte et son habitat troglodytique ont été inscrits monument historique le 18 novembre 1971 puis  la chapelle située contre la motte, les sols de la cour intérieure, les sols des fossés et de la basse-cour le 8 avril 2009.